# Аненцефалія
Аненцефалія (лат. anencephalia) — дефект ембріонального розвитку, що виражається у повній або частковій відсутності великих півкуль головного мозку, кісток черепа і м'яких тканин, структури середнього і проміжного мозку часто також ушкоджені, але гіпофіз та ромбоподібна западина зазвичай збережені. Аненцефалія формується на ранніх термінах вагітності, якщо ростральний (головний) кінець нервової трубки не закривається, як правило, між 23-м та 26-м днем після зачаття.

## Епідеміологія
Аненцефалія зустрічається приблизно в одному випадку на 10000 і частіше уражає плоди жіночої статі, але більшість таких вагітностей завершується викиднем, тому за оцінками у США лише 1 із 10 000 немовлят народжується з аненцефалією, але є дослідження, що показують народження 1 дитини з аненцефалією на 4600 випадків. Показники в Нігерії оцінювалися в 3 дитини на 10 000 у 1990 році, тоді як у Гані — у 8 дітей на 10 000 у 1992 році, у Китаї — в 5 дітей на 10000.

## Симптоми
Найочевиднішою ознакою аненцефалії є відсутність частини кісток потилиці, відсутніми або погано сформованими можуть бути також кістки з передньої частини та боків черепа. Мозок теж формується не належним чином. Аненцефалія супроводжується витрішкуватими очима, великим язиком, короткою шиєю. Завдяки наявності стовбура мозку, діти з аненцефалією мають багато рефлексів, що притаманні всім новонародженим, тому вони реагують на слухові, вестибулярні та больові подразники. Це означає, що дитина може рухатися, посміхатися, смоктати і дихати без допомоги приладів. Поєднані аномалії — у більшості плодів — недорозвинення наднирників і відсутність гіпофіза, спинномозкова грижа — в 17 % випадків, розщеплення твердого і м'якого піднебіння — 2 %, різні дефекти розвитку нервової системи, такі як розщеплення хребетних дуг. Імовірність повторення при подальших вагітностях — не більше 5 %.[джерело?]

## Причини
Найчастіше причини невідомі, тому виникнення аненцефалії часто пов'язують зі взаємодією низки генетичних факторів та факторів довкілля. Деякі з цих факторів були виявлені, деякі досі є невідомими. Наприклад, аненцефалію пов'язують з дією токсинів, інфекцій, також ризик підвищується при наявності у матері інсулін-залежного цукрового діабету  або ожиріння, говорять навіть про вплив медикаментів (наприклад ліків від діабету та деякі протисудомні ліки) та їжі, які вживала матір, але про вплив цих чинників відомо занадто мало для надання будь-яких рекомендацій. Існують данні про підвищення ризику виникнення дефектів розвитку нервової трубки під впливом високих температур, наприклад у лазні. Також, якщо у жінки вже була дитина з аненцефалією, ризик виникнення дефекту нервової трубки при другій вагітності є вищим на 4 — 10%, а якщо аненцефалія виникала при двох попередніх вагітностях, то ризик збільшується на 10 — 13%, але в більшості випадків в сімейній історії батьків аненцефалія раніше не зустрічалася. На розвиток дефектів нервової трубки також впливають деякі гени, найкраще вивченим з яких є MTHFR, що залучений до процесу синтезу фолієвої кислоти (вітамін В9), а дефіцит фолієвої кислоти — фактор, що підвищує ризик виникнення дефектів нервової трубки. Показано, що вживання фолієвої кислоти до вагітності та під час ранніх етапів вагітності знижує ризик виникнення дефектів нервової трубки у плода. Прийом 0,4 мг фолієвої кислоти знижував ризик розвитку дефектів до 0,03%. Недавні моделі на тваринах вказують на можливий зв'язок аненцефалії з транскрипційним фактораом TEAD2. Було встановлено, що у мишей, гомозиготних за дефіцитом гена гомеопротеїну хрящової тканини (CART1), який селективно експресується в хондроцитах, виявлялялися акранія та мероанценфалія, а пренатальне лікування фолієвою кислотою пригнічувало розвиток цих патологію. Також існує думка про зв'язок аненцефалії з циліопатіями.

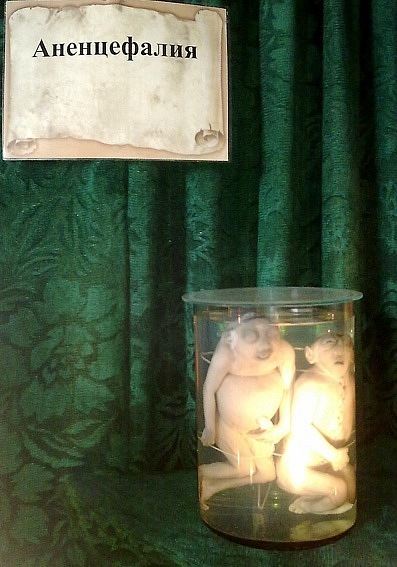

## Типи аненцефалій
- Голоаненцефалія — найпоширеніший тип, формується лише стовбур мозку. Немовлята найчастіше помирають протягом першого дня після народження.[16]
- Мероаненцефалія — рідкісний тип, що супроводжується неправильно сформованими кістками черепа та серединним черепним дефектом через який виступає аномальна, губчаста, васкуляризована тканина з домішкою гліальноїтканини, яка варіює від тонкої мембрани до великої псевдоенцифалічної маси, що нагадує церебральну тканину і складається зі сполучної тканини, судинних сплетень, гліальних вузлів. Цю аномальну тканину називають area cerebrovasculosa.[16]
- Краніорахісхіз — найважчий тип, аненцефалія при цьому супроводжується незмиканням кісток черепа і хребта, оголенням нервової тканини. Area cerebrovasculosa та area medullovasculosa заповнюють черепні та хребетні дефекти.[16][17]

## Діагностика
Діагностувати аненцефалію часто можна до народження за допомогою ультразвукового обстеження у вагітних з терміном 11–12 тижнів. Скринінг альфа-фетопротеїну в сироватці матері теж може бути корисним. Альфа-фетопротеїн та ацетилхолінестераза, що пов'язані з дефектами розвитку нервової трубки, можуть бути виявлені також в рідині, виведеній з навколоплідного міхура з допомогою амніоцентезу. Також використовуть МРТ.

## Лікування та прогноз
Аненцефалія є летальною патологією, лише близько 30 % немовлят народжуються живими, але більшість з них помирає в перші кілька годин після народження від зупинки серця. Існують і винятки, наприклад Ніколас Дж Коук, що прожив більше трьох років. Лікування не існує. Немовляті намагаються дати тепло і комфорт, якщо відсутні якісь частини шкіри голови, то відкриті ділянки мозку прикривають. При виявленні аненцефалії показано переривання вагітності незалежно від її терміну, але іноді аненцефалія не може бути виявленою до народження.

## Етичні проблеми
Донорство органів
Існує високий попит на дитячу трансплантацію органів. 1999 року було встановлено, що серед дітей, які помирали у віці до двох років, 30-50% робили це в очікуванні трансплантації. Було підраховано, що в США щороку потрібно 400–500 дитячих сердець та нирок та 500–1000 дитячих печінок. Для того, щоб дитячі органи могли бути використаними для трансплантації, вони мають бути видалені до зупинки кровообігу або дуже швидко після неї, що викликає як правові, так і етичні проблеми. Оскільки у новонароджених з аненцефалією частково функціонує стовбур мозку, вони мають деякі рефлекси стовбура мозку, такі як спонтанне дихання. З цієї причини цих пацієнтів не можна визнати мертвими. У Великій Британії дитина, яка народилася з аненцефалією, була зареєстрована як наймолодший донор органів в країні. Тедді Хоулстону поставили діагноз аненцефалія на 12 тижні вагітності, але його батьки, Джес Еванс і Майк Хоулстон, вирішили не робити аборту і замість цього запропонували донорство органів. Тедді народився 22 квітня 2014 року в Кардіффі, Уельс, і прожив 100 хвилин, після чого йому видалили серце та нирки, які пізніше були пересаджені дорослій людині в Лідсі. Близнюк Тедді, Ной, народився здоровим.
Смерть мозку
Існують чотири різні концепції, що використовуються для визначення смерті мозку: серцева недостатність, легенева недостатність, смерть цілого мозку, неокортикальна смерть. Неокортикальна смерть, подібна до стійкого вегетативного стану і передбачає втрату когнітивного функціонування мозку, вона була запропонована професором права Девідом Рендольфом Смітом, яка намагається довести, що смерть до неокортикальної зони повинна юридично розглядатися так само, як смерть мозку. Однак ця пропозиція була розкритикована, оскільки підтвердження неокортикальної смерті за допомогою ПЕТ-сканування може загрожувати невизначеністю.
Переривання вагітності
Аненцефалія діагностується перед пологами з високим ступенем точності  і має 100% летальність, але варіант аборту залежить від законів. Згідно з повідомленням за 2013 рік, 26% населення світу проживає в країнах, де аборти заборонені узагалі.  У 2012 році Бразилія поширила право на аборт для матерів з аненцефальними плодами. Однак це рішення отримує велике несхвалення з боку кількох релігійних груп.